# Meridiano locale

La sfera celeste con evidenziato in arancione il meridiano locale. Il cerchio beige è l'orizzonte, l'emisfero azzurro è l'emisfero visibile, l'emisfero blu quello invisibile. Il cerchio PZP' è il meridiano; P il polo celeste elevato, P' quello depresso; Z lo Zenith, Z' il Nadir; H,E,H',W sono i punti cardinali; C è il centro della Terra e della sfera celeste, O è l'osservatore.

Il meridiano locale, o impropriamente meridiano, è il cerchio massimo della sfera celeste passante per i poli celesti e per i poli dell'orizzonte, detti Zenith e Nadir. Può anche pensarsi come la proiezione del meridiano geografico dell'osservatore sulla sfera celeste.
Dalla definizione segue che è perpendicolare all'orizzonte astronomico dell'osservatore. È diviso dai poli celesti in due semicerchi, chiamati meridiano superiore, quello che contiene lo Zenith, e meridiano inferiore, quello che contiene il Nadir. Le sue intersezioni con l'equatore celeste individuano due punti diametralmente opposti chiamati mezzocielo superiore e mezzocielo inferiore, quelle con l'orizzonte astronomico determinano altri due punti diametralmente opposti chiamati punto cardinale Nord e punto cardinale Sud.
Durante il loro moto siderale gli astri lo intersecano in due punti, chiamati punto di culminazione superiore e punto di culminazione inferiore. Nell'astronomia osservativa classica e soprattutto nell'astrometria gli istanti di culminazione sono molto importanti. Per determinarli si usano telescopi detti strumenti dei passaggi o con termine omonimo cerchi meridiani, costruiti con la sola libertà di movimento nel piano del meridiano. Servono per misurare, con l'aiuto di un cronometro, l'esatto momento in cui l'astro interseca il meridiano e la sua altezza sull'orizzonte in quell'istante. Si ottengono così le coordinate orarie dell'astro e con grande pazienza si può cartografare l'intera volta celeste.